# Eucera hirsutissima
Eucera hirsutissima är en biart som först beskrevs av Cockerell 1916.  Eucera hirsutissima ingår i släktet långhornsbin, och familjen långtungebin. Inga underarter finns listade i Catalogue of Life.